# Cerro Huila Kkollu Punta
Cerro Huila Kkollu Punta är ett berg i Bolivia.   Det ligger i departementet Cochabamba, i den centrala delen av landet, 230 km nordväst om huvudstaden Sucre. Toppen på Cerro Huila Kkollu Punta är 4 677 meter över havet, eller 103 meter över den omgivande terrängen. Bredden vid basen är 1,9 km.
Terrängen runt Cerro Huila Kkollu Punta är huvudsakligen kuperad, men söderut är den bergig. Runt Cerro Huila Kkollu Punta är det ganska tätbefolkat, med 230 invånare per kvadratkilometer.. 
Trakten runt Cerro Huila Kkollu Punta består i huvudsak av gräsmarker.